# Obrzyca (dopływ Warty)
Obrzyca – ciek zlokalizowany w całości w Poznaniu, na Nowym Mieście. Obecnie służy jako kanał deszczowy Poznańskiego Systemu Kanalizacyjnego.
Źródła Obrzycy znajdowały się w okolicach obecnej ul. Krzywoustego (dawnej na północny wschód od skrzyżowania ulic Ostrowskiej i Wioślarskiej). Stamtąd rzeka płynęła wzdłuż ulicy Katowickiej przecinając ulice Kruczą i Pawią. Tam do rzeki wpływał Rów Obrzycki. Następnie rzeka zakręcała ku Warcie (w okolicach obecnego ronda Starołęka), by do niej wpłynąć w okolicach dawnej stoczni rzecznej. Odcinek ujścia Obrzycy do Warty, pomiędzy ulicą Hetmańską, przy rondzie Starołęka, a miejscem ujścia do Warty jest jedynym nieskanalizowanym odcinkiem tego cieku.
Podczas budowy osiedli (1966-68) ciek został przekształcony w kanał deszczowy „Obrzyca” (wraz z kolektorem „H” stanowiący kolektor ścieków sanitarnych i deszczowych). W 1970 przedłużono kanał o 343 m. Prace przy przebudowie wykonywało Przedsiębiorstwo Robót Inżynieryjnych „Hydrobudowa-9".
W pobliżu biegu kanału obecnie znajduje się estakada nad doliną Obrzycy, osiedle Oświecenia, osiedle Powstań Narodowych, osiedle Rzeczypospolitej, osiedle Bohaterów II Wojny Światowej, rondo Starołęka, zakłady Stomil.